# Église de Leppävaara
L'église de Leppävaara (en finnois : Leppävaaran kirkko) est une église située dans le quartier de Leppävaara à Espoo en Finlande.

## Description
L'église conçue par Olli Kuusi est construite en 1979.
Construite en briques rouges elle peut accueillir 315 personnes.
L'orgue à 32 jeux est livré en 1982 par la fabrique d'orgues de Kangasala.

## Galerie

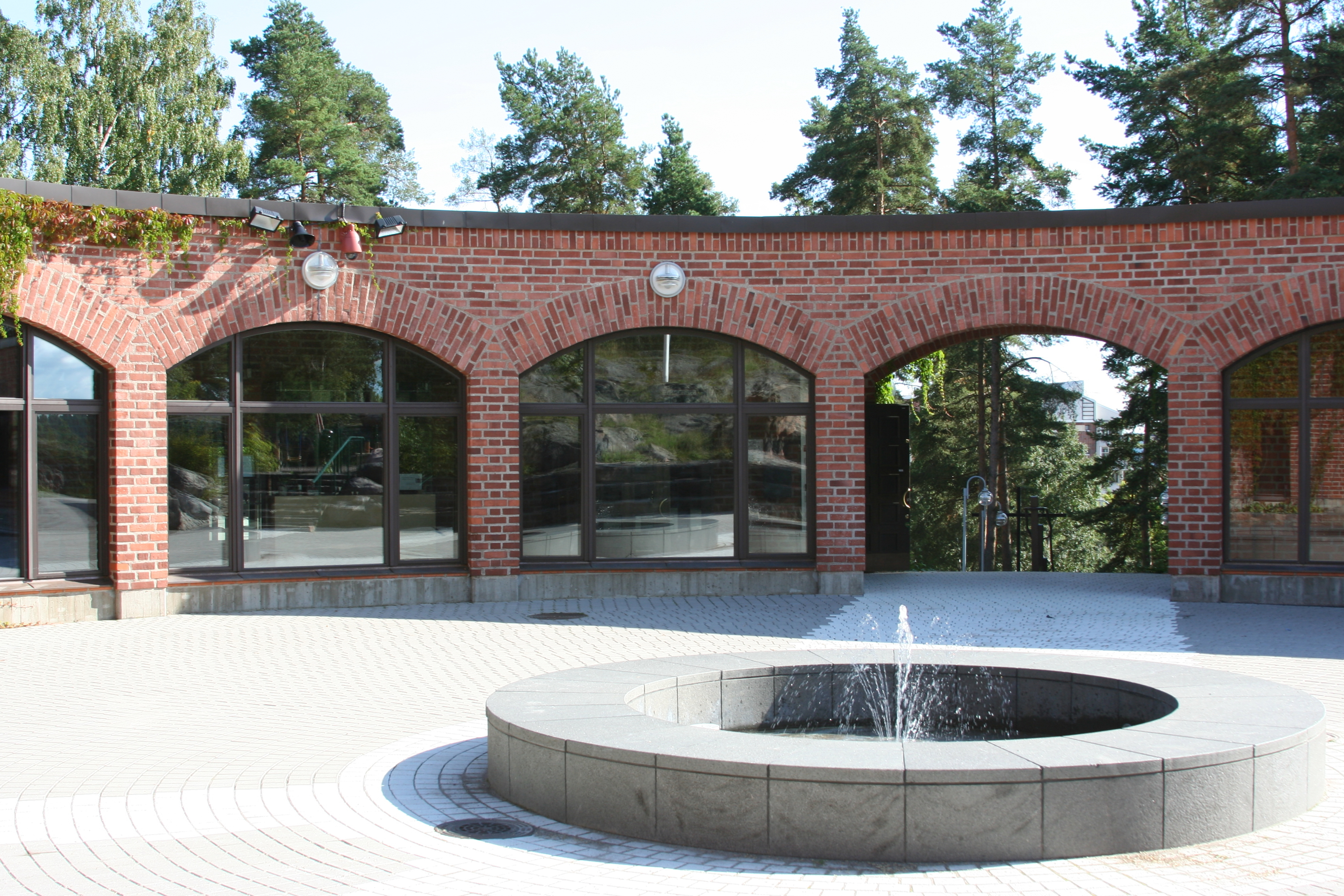
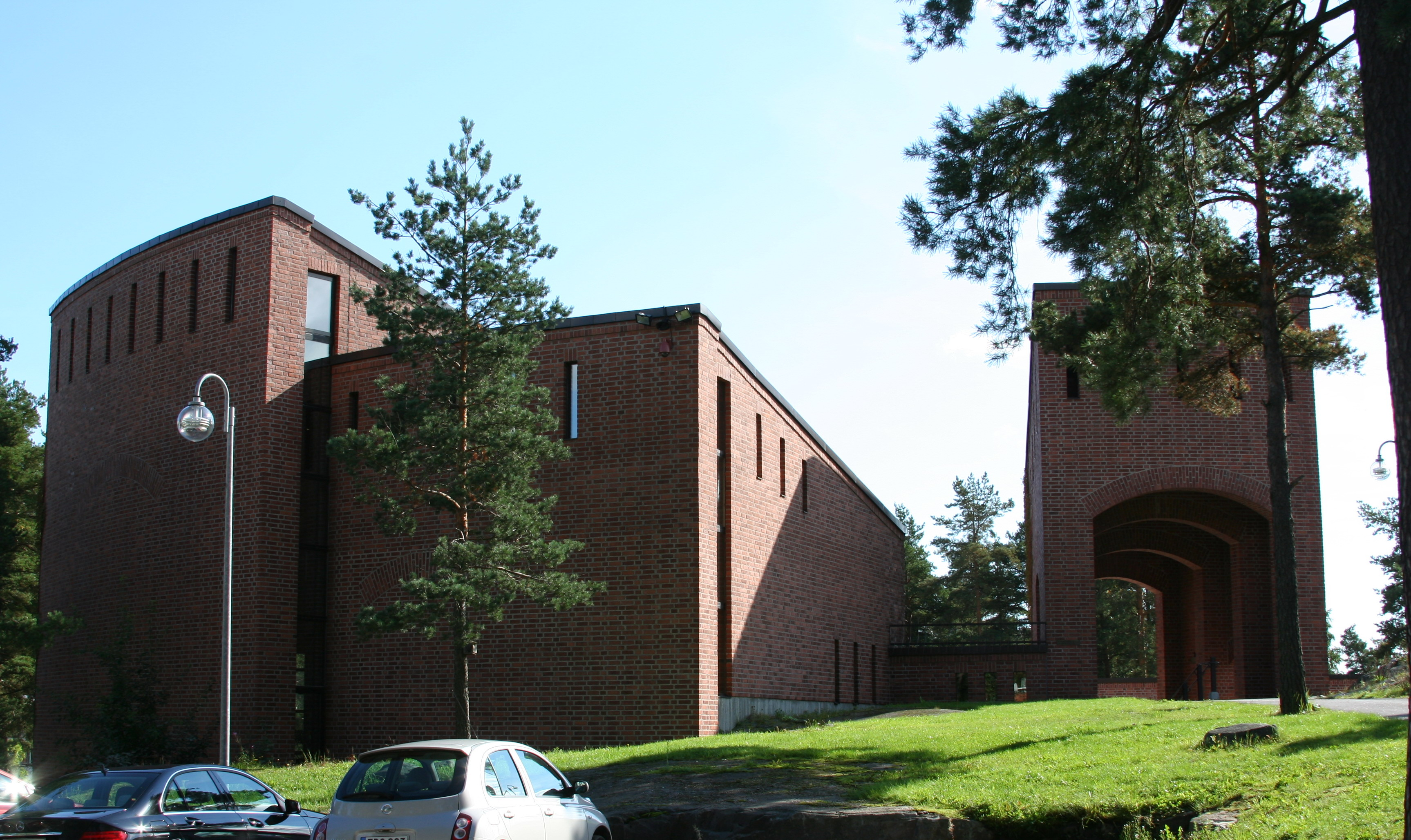
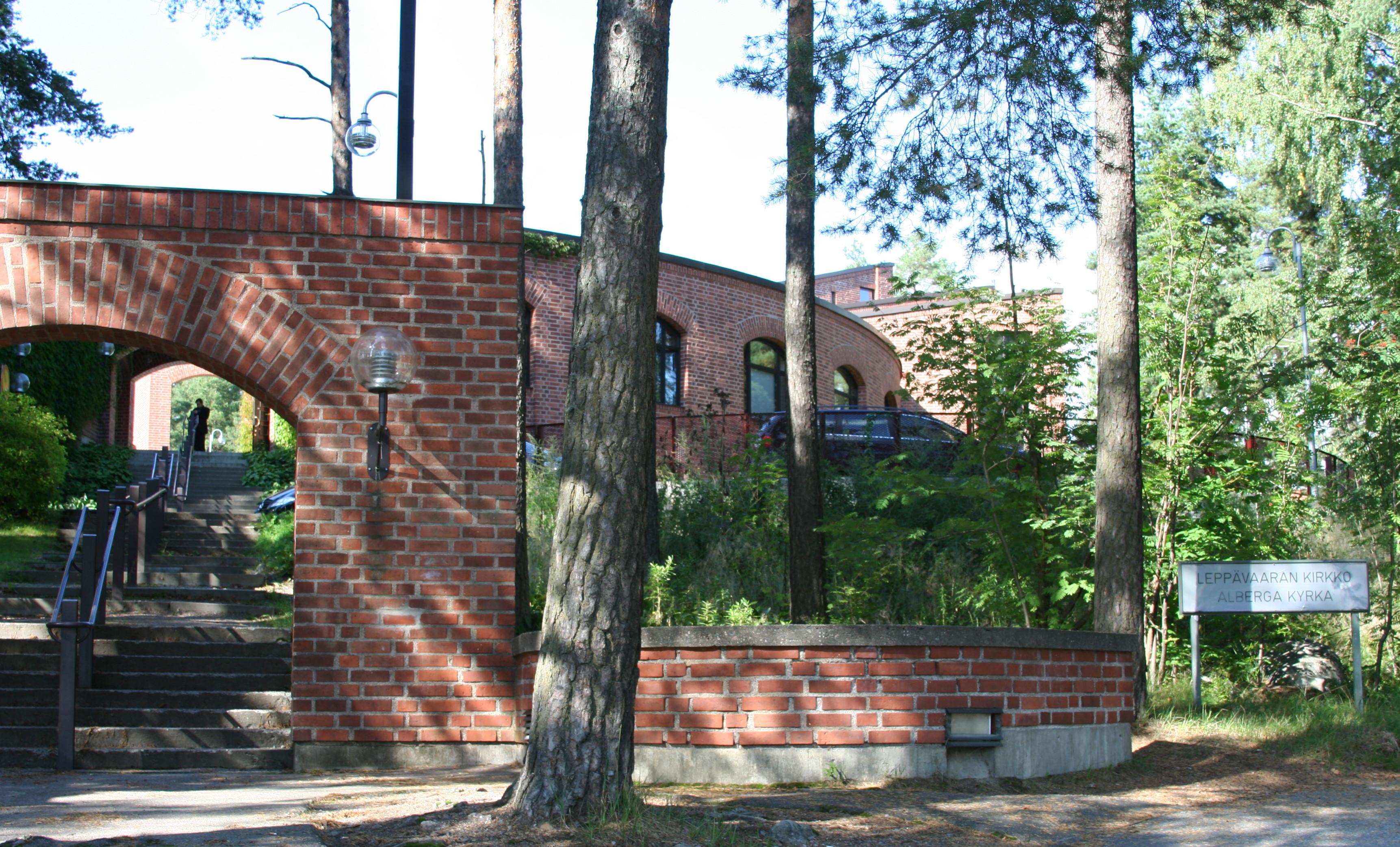
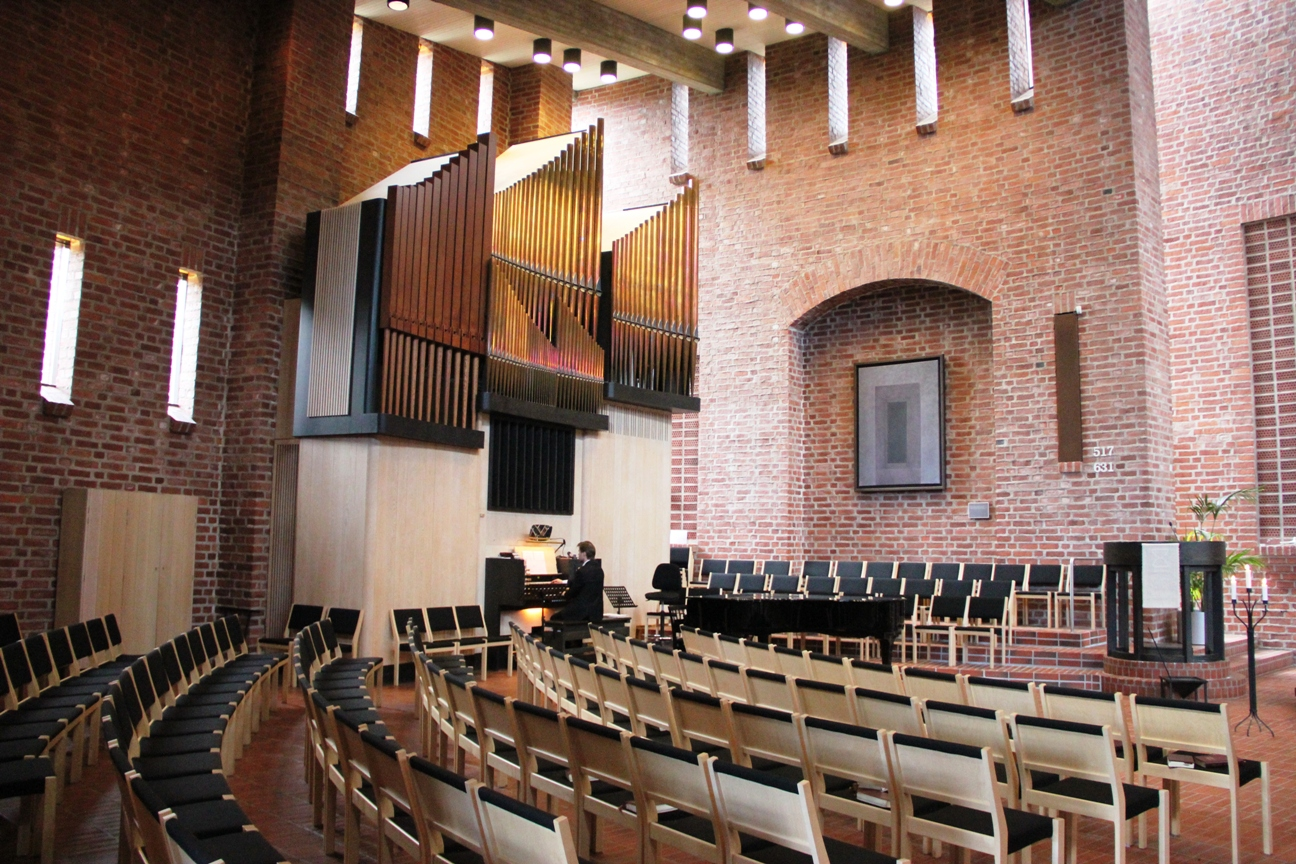
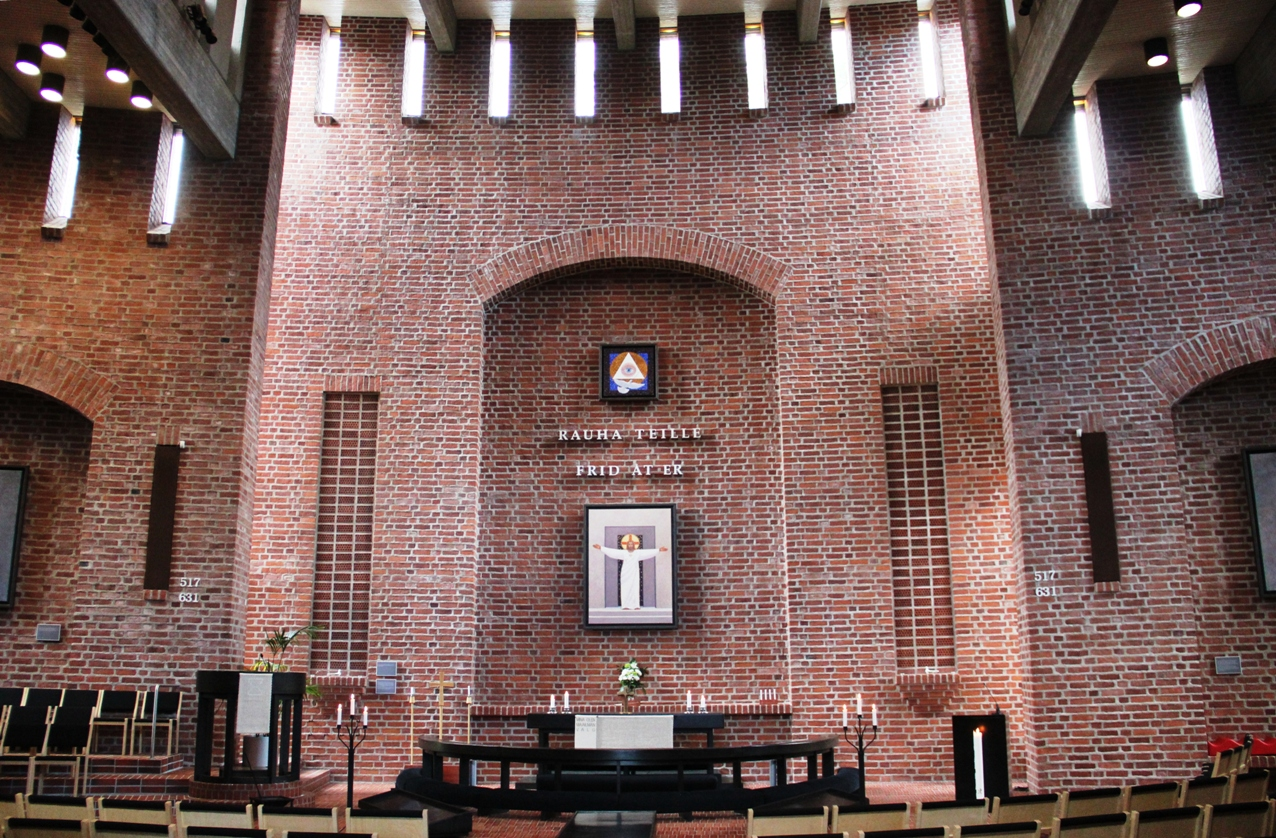